# Hyannis
Hyannis ist das größte von sieben Villages der Stadt Barnstable im Osten des US-amerikanischen Bundesstaates Massachusetts.
Hyannis ist Sitz der Stadtverwaltung von Barnstable und hatte im United States Census 2000 14.089 Einwohner. Der Ort ist ein Verkehrsknotenpunkt von Cape Cod mit Fährverbindungen zu den Inseln Nantucket und Martha’s Vineyard.
Bekannt ist das am Hafen liegende exklusive Stadtviertel Hyannis Port, in dem unter anderem die Kennedys Häuser besitzen (Kennedy Compound). Das örtliche JFK Hyannis Museum berichtet ausführlich von John F. Kennedys Zeit in Hyannis.
Das Baseballteam Hyannis Harbor Hawks spielt in der Cape Cod Baseball League.

## Söhne und Töchter der Stadt
- Charles Axtell (1859–1932), Sportschütze
- Edward Gleason (1869–1944), Sportschütze und Arzt
- Paul Pena (1950–2005), Bluesmusiker
- Robert Richardson (* 1955), Kameramann
- Kate McGarry (* 1970), Jazzsängerin
- Eric Nickulas (* 1975), Eishockeyspieler
- Dan LaCouture (* 1977), Eishockeyspieler